# دوروثي برانسون
دوروثي برانسون (بالإنجليزية: Dorothy Brunson)‏ هي مقدمة برامج إذاعية وسيدة أعمال أمريكية، ولدت في 13 مارس 1939، وتوفيت في 31 يوليو 2011 بسبب سرطان المبيض.